# 富士渕将行
富士渕 将行（ふじぶち まさゆき、1月13日 - ）は、日本の男性声優。愛媛県出身。アーツビジョン所属。

## 来歴
勝田声優学院、マウスプロモーション付属俳優養成所、日本ナレーション演技研究所卒業。

## 人物
方言は簡単な伊予弁、関西弁。
趣味・特技は水泳、合気道、カラオケ、映画鑑賞、美味しいものを食べること。

## 出演

### テレビアニメ
2021年
- 新幹線変形ロボ シンカリオンZ（指令員）
- 名探偵コナン（社員）
- クレヨンしんちゃん（イケメンC）

2023年
- 転生貴族の異世界冒険録〜自重を知らない神々の使徒〜（パナム）
- 贄姫と獣の王（家臣E）
- でこぼこ魔女の親子事情（トーリー、緊縛のケルン、チョリス、太陽っぽいモンスター、バーノ）

2024年
- WIND BREAKER
- 新米オッサン冒険者、最強パーティに死ぬほど鍛えられて無敵になる。（ギルド長）
- 魔王軍最強の魔術師は人間だった（海賊E）
- 【推しの子】（医師）
- 嘆きの亡霊は引退したい（アオール、タットール、ラトマ、インタ、ウワノセール 他）
- 転生貴族、鑑定スキルで成り上がる（ロルト城兵士、騎兵隊、ミーシアン州役人）
- 精霊幻想記2（指揮官、避難民）

2025年
- 異修羅（アニの祖父）
- 甘神さんちの縁結び（スカウトマン）
- 魔神創造伝ワタル（ブロッキンC）
- 外れスキル《木の実マスター》 〜スキルの実（食べたら死ぬ）を無限に食べられるようになった件について〜（夜警隊長）
- 日々は過ぎれど飯うまし（築地の人々）
- 華Doll*-Reinterpretation of Flowering-（警備員、スタッフ）
- Dr.STONE SCIENCE FUTURE（ゼノ兵）
- ふたりソロキャンプ（管理人）
- ずたぼろ令嬢は姉の元婚約者に溺愛される（リンゴ屋の店主）
- SAKAMOTO DAYS（男）

### 劇場アニメ
- 機動戦士ガンダム ククルス・ドアンの島（2022年、ジオン上官）
- すずめの戸締まり（2022年）
- 機動戦士ガンダムSEED FREEDOM（2024年）

### Webアニメ
- バトルスピリッツ ミラージュ（2021年、従者A、議員A）

### ゲーム
- リネージュW（2021年）
- イースX -NORDICS-（2023年、ロメス・カーペント[19]）
- 信長の野望 出陣（2023年、蘆名盛氏、真田幸隆、斎藤朝信）
- メタファー：リファンタジオ（2024年）
- ドンキーコング バナンザ（2025年）

### BLCD
- やらしい裏アカくんはさみしがり

### ナレーション
- Audible
  - こうやって、言葉が組織を変えていく。全員自分から動き出す「すごい理念」の作り方

### その他コンテンツ
- 静嘉堂文庫美術館 あの世の探検展（ナビゲート音声）
- 画鬼 河鍋暁斎×鬼才 松浦武四郎展（ナビゲート音声）